# Автошлях Т 1502
Автошлях Т 1502 — автомобільний шлях територіального значення у Миколаївській області. Проходить територією Веселинівського та Миколаївського районів, через Веселинове—Ковалівку до перетину з Т 1506. Загальна довжина — 70,1 км.

## Маршрут
Автошлях проходить через такі населені пункти:
| Автошлях Т 1502      |        |
| Миколаївська область |        |
| Веселинівський район |        |
| Веселинове           | Р55    |
| Калинівка            |        |
| Іванівка             |        |
| Нововоскресенка      |        |
| Покровка             |        |
| Новий Городок        |        |
| Миколаївський район  |        |
| Новоандріївка        |        |
| Ясна Поляна          |        |
| Ковалівка            |        |
| Шостакове            |        |
| Ясна Зоря            |        |
|                      | Т 1506 |